# Клиттен (Боксберг)

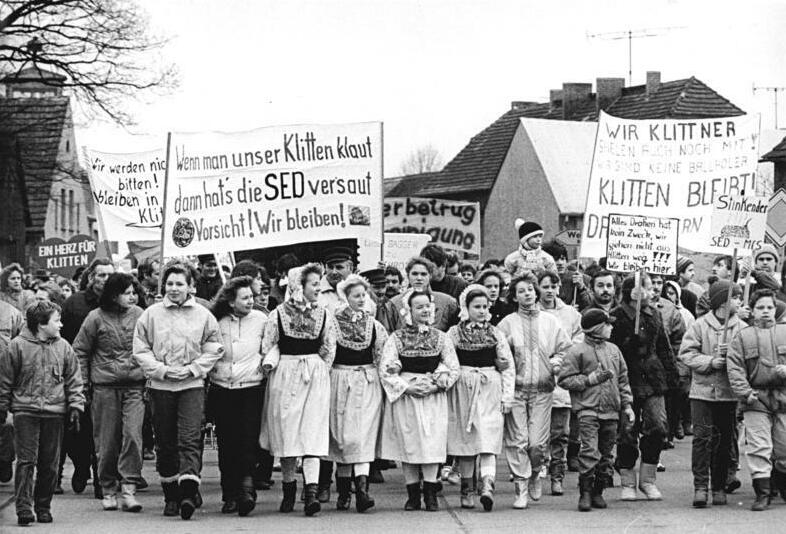
Демонстрация жителей деревни за закрытие угольной шахты, 1990 год

Кли́ттен или Кле́тно (нем. Klitten; в.-луж. Klětnoо файле) — деревня в Верхней Лужице, Германия. Входит в состав коммуны Боксберг района Гёрлиц в земле Саксония. Подчиняется административному округу Дрезден.

## География
Находится в южной части района Лужицких озёр на территории биосферного заповедника «Пустоши и озёра Верхней Лужицы». На западе граничит непосредственно с деревней Ямно и на юге — с деревней Волешница. На южной границе проходит железнодорожная линия. Через деревню проходит автомобильная дорога S 121.

## История
Впервые упоминается в 1396 году под наименованием Cleten.
В 1930-е году на северо-западе от деревни началась разработка месторождения бурого угля, что привело к значительному увеличению численности населения деревни и изменению национального состава её жителей. В 1980-1990-е годы в деревни происходили неоднократные протесты против увеличения добычи угольного месторождения. В 1991 году бывшая шахта была закрыта и на её месте было образовано искусственное Бервалдское озеро.
До 2009 года была административным центром одноимённой коммуны, которая в 2009 году была упразднена. С 2009 года входит в состав современной коммуны Боксберг.
В настоящее время деревня входит в состав культурно-территориальной автономии «Лужицкая поселенческая область», на территории которой действуют законодательные акты земель Саксонии и Бранденбурга, содействующие сохранению лужицких языков и культуры лужичан.
Исторические немецкие наименования.
- Cleten, 1396
- Kletin, 1399
- Cleten, 1421
- Clethen, 1511
- Klitten, 1703

## Население
Официальным языком в населённом пункте, помимо немецкого, является также верхнелужицкий язык.
Согласно статистическому сочинению «Dodawki k statisticy a etnografiji łužickich Serbow» Арношта Муки в 1884 году в деревне проживало 440 человек (из них — 353 серболужичанина (80 %)).
Лужицкий демограф Арношт Черник в своём сочинении «Die Entwicklung der sorbischen Bevölkerung» указывает, что в 1956 году в деревнях Турё и Цымпл при общей численности в 254 человека серболужицкое население деревни составляло 15,7 % (из них верхнелужицким языком владело 226 взрослых и 67 несовершеннолетних).
| 1825 | 1871 | 1885 | 1905 | 1925 | 1939 | 1950 | 1964 | 2011 |
| ---- | ---- | ---- | ---- | ---- | ---- | ---- | ---- | ---- |
| 294  | 405  | 433  | 408  | 554  | 1263 | 102  | 250  | 490  |